# 美国同性婚姻

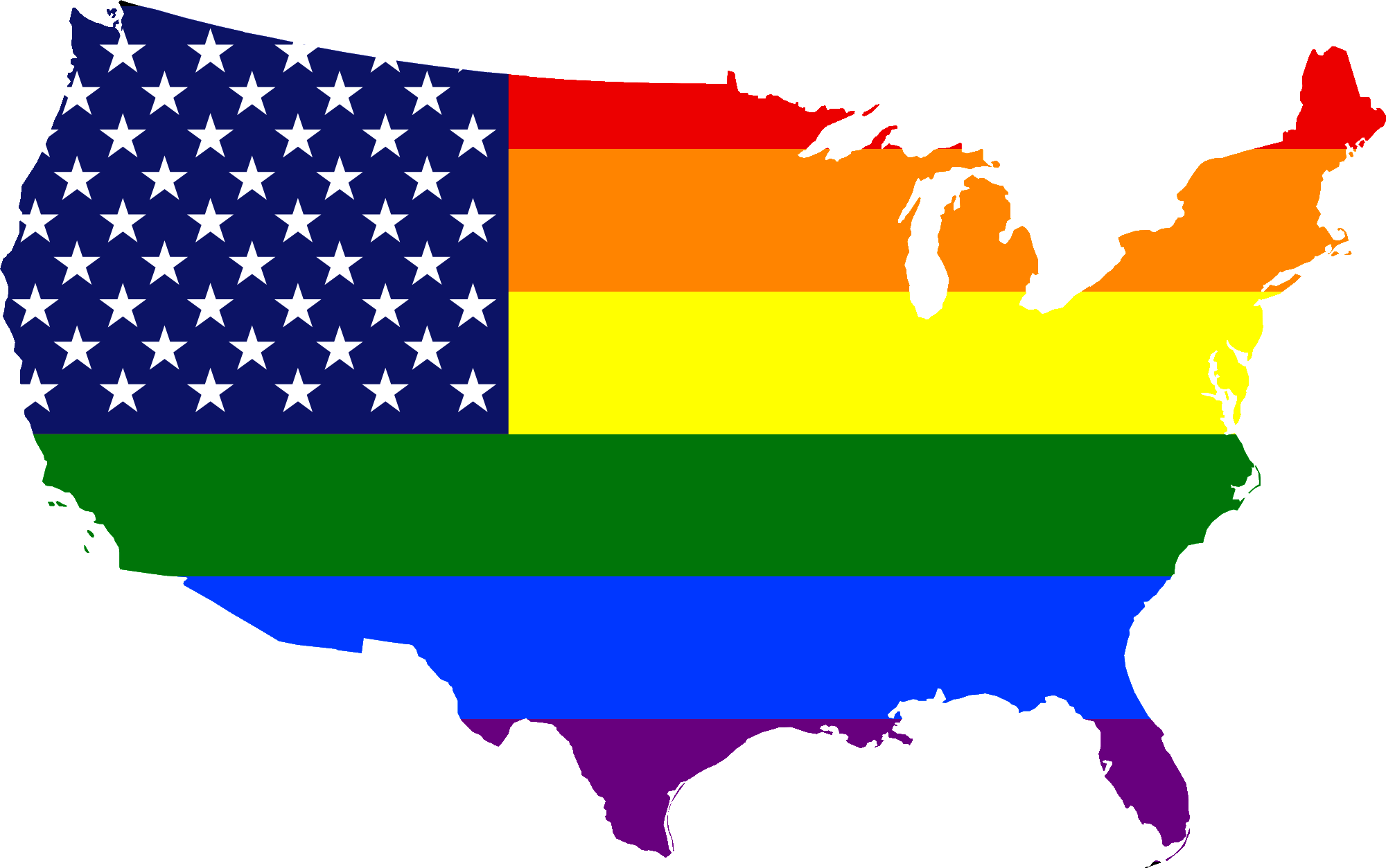
虹色美国国旗和地图

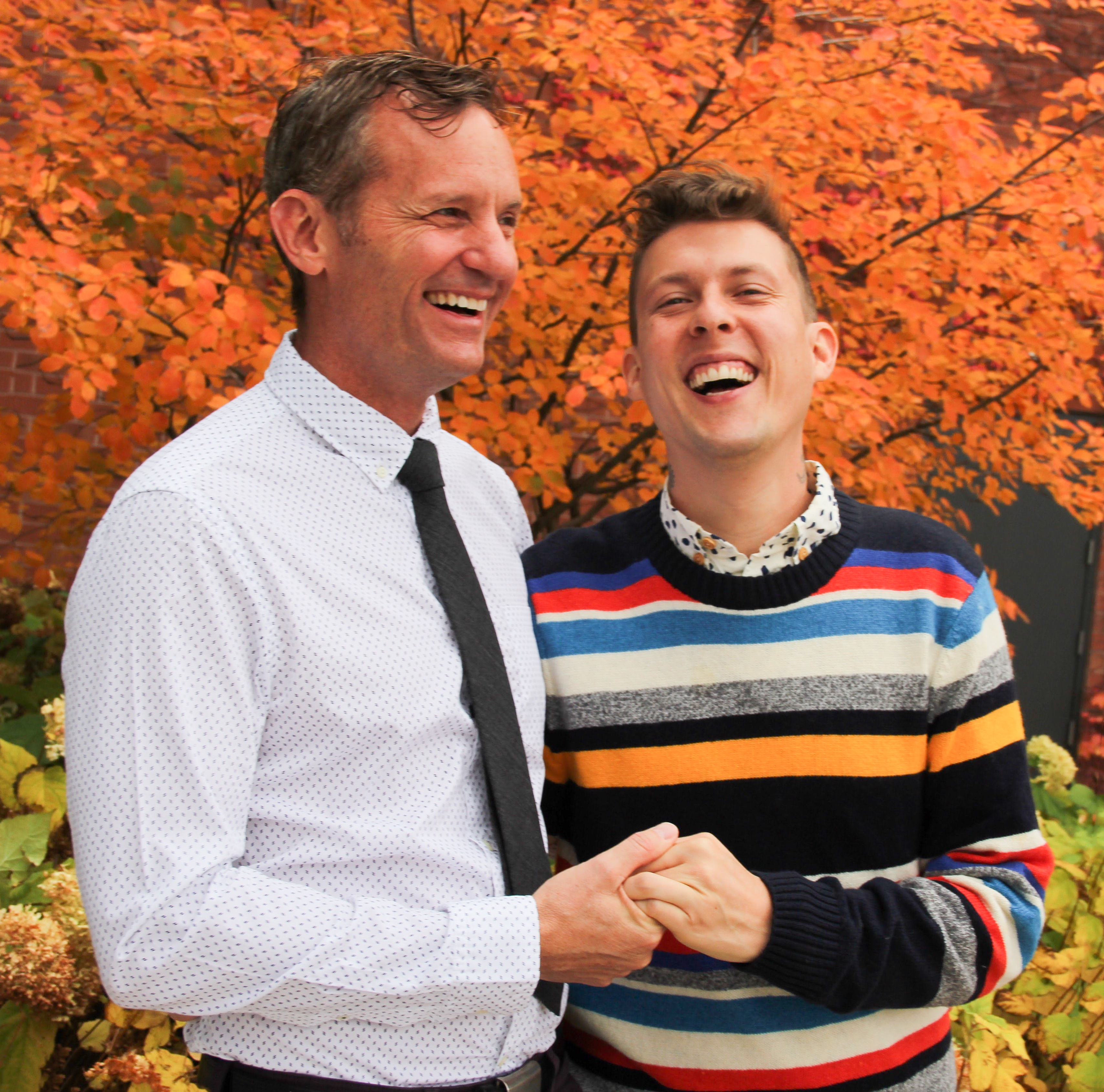
美国同性婚姻合法化后不久，在明尼苏达州亨内平县法院前的一对新婚夫夫。

美國同性婚姻在2015年6月26日全國合法。在過去曾極具爭議，僅在為數不多的判例中曖昧的未加以否定，最高法院在奥贝格费尔诉霍奇斯案的判決，各州亦須給予承認，並且不得拒絕發放結婚證書給予同性伴侶，拒絕對同性配偶發放結婚證書已違反美國憲法正當法律程序和第十四修正案的平等保護條款。2022年6月，保守派大法官佔多數的美國最高法院以現行案例推翻過往保障女性墮胎權判決後，民主共和兩黨國會議員為避免最高法院會再推翻保障同性婚姻權判決而在同年7月與11月分別在參眾兩院通過聯邦法《尊重婚姻法》（Respect for Marriage Act），該法廢除將婚姻定義為一男一女結合的舊法，雖然並未要求各州需立同性婚姻法，但要求各州承認在外地結婚的同性伴侶，同年12月13日美國總統也迅速簽署立法。
争取同性结婚权利及同性伴侣权益的运动始于1970年代，在1993年夏威夷州最高法院在贝尔诉米克案中判决该州同性婚姻禁令违宪后迅速成为美国政治重要议题。进入21世纪，公众支持同性婚姻的呼声明显增高，自2011年以来的全国民调均显示多数美国人支持同性婚姻。2004年5月17日，马塞诸塞州州最高法院判令后成为首个同性婚姻合法化的州。
2012年5月9日，巴拉克·奧巴馬成為首位公開支持同性婚姻的在任美國總統。2012年11月6日，缅因州、马里兰州和华盛顿州率先通过公投决定同性婚姻合法。
2013年6月26日，美国最高法院在美国诉温莎案中推翻了禁止在联邦层面承认同性婚姻的法案。在此之后，27个州的美国联邦地区法院、6个州的州法院判定同性婚姻禁令违宪，另有一州法院判决仅针对承认在其他司法管辖区内进行的同性婚姻合法性。美国联邦上诉法院层面，第四、七、九、十巡回上诉法院认定同性婚姻禁令违宪，而第六巡回上诉法院则持相反观点。在2014年10月6日美国最高法院拒绝受理来自印地安那州、俄克拉荷马州、犹他州、弗吉尼亚州和威斯康星州的上诉案后，上述5个州内同性婚姻合法化，这一决定还迅速推动了其他数个州的同性婚姻合法化进程。由于上诉法院判决分歧，2015年1月16日，美国最高法院同意受理来自第六巡回区的4起上诉案件。
2015年6月26日，美國最高法院在奥贝格费尔诉霍奇斯案中判決同性婚姻的權利受到憲法保障，全国各州不得立法禁止同性婚姻，全美同性婚姻合法化。美國成為第五個同性婚姻合法化的美洲國家，同時也是繼加拿大後第二個同性婚姻合法化的北美洲國家。
值得注意的是，在美國異性婚姻禁止一級表親婚的州，同性婚姻也禁止一級表親婚（與台灣不同，台灣異性婚姻禁止二級堂表親結婚，但同性的二級堂表親則可以結婚），以伊利諾州為例，異性婚姻禁止一級堂表親親結婚，除非他們當中有一方永久不孕或者有一方超過50歲，但是同性婚姻也適用此規定，也就是說，同性的一級堂表親仍然不能結婚，除非他們當中有一方永久不孕或者有一方超過50歲，伊利諾州在起草同性婚姻法案時討論了表親條款，並故意留下來，因為起草該法案的人不希望那些從事同性結合的人比結婚的異性戀夫婦擁有更多的權利，他說他們希望這個問題與民事結合有關，而不是表親是否應該結婚，包括威斯康辛州這個一級堂表親可以結婚的條件有涉及性別的州（威斯康辛州原本的條件為「女生為55歲或以上，或者至少有一方為永久不孕」，在美國最高法院判決同性婚姻的權利受到憲法保障且全國各州不得立法禁止同性婚姻時，威斯康辛州的一級堂表親可以結婚的條件就改為「兩人當中包含至少一個55歲或以上的女生，或者至少有一方為永久不孕」，也就是說，一級堂表親如果兩個人都是男生，在威斯康辛州一定是不能結婚。

## 民意

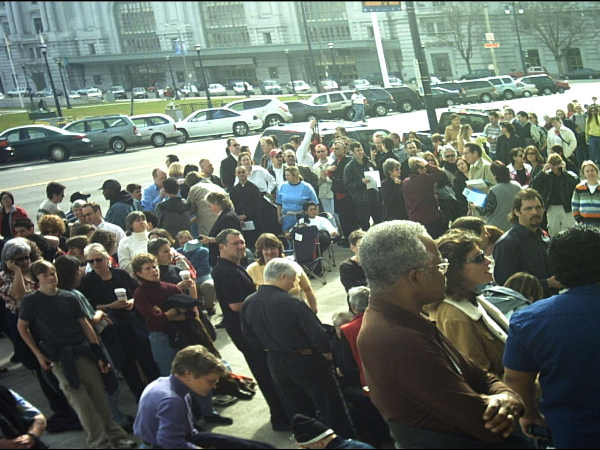
2004年情人节周末，大量的同性伴侣到旧金山市政府大厅领取结婚许可证。

自從1996年捍衛婚姻法案在美國國會獲得通過並生效後，同性婚姻這個社會議題逐漸受到關注。近年来，美国主流民意已由倾向于反对同性婚姻合法化逐步转变为倾向于支持同性婚姻合法化。
支持同性婚姻的人通常認爲，法定的婚姻及其權利不應該對同性伴侶關閉，這種拒絕同性婚姻的做法損害了其作爲美國公民的平等權利，並認為婚姻平等有助鞏固家庭。
反對同性婚姻的人則反對這個觀點。他們通常認爲法定的婚姻應該只定義成爲一個男人和一個女人的結合，也就是所謂的“傳統婚姻”。而且不應該強迫一個州承認不是這種形式的婚姻。同性婚姻將會摧毀美國的家庭核心價值。

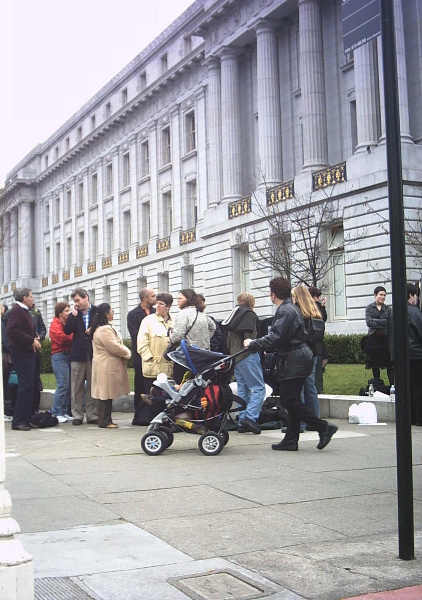
2004年到旧金山领取结婚许可证的同性伴侣排起了长队。

反對同性婚姻的人通常是保守派、經常參加宗教儀式、年長人士、共和黨保守派支持者、與宗教組織有聯繫或住在郊區、聖經帶和美國南部。
支持同性婚姻的人則集中在年輕人、甚少或不參加宗教儀式的人、民主黨自由派支持者、以及居住在太平洋海岸都會區，美國東北部都會區以及新英格蘭的美國人。
一些州，特別是新英格蘭以及美國西部太平洋海岸都會區，大部分人都支持同性婚姻。根據一份於2003年10月進行的來自马萨诸塞州的民意調查，大約有59%的註冊選民認爲同志伴侶應該有權利進行世俗婚禮。。而之前在夏威夷、加利福尼亞和新澤西州的調查則顯示大部分人支持同性婚姻。
此外，支持同性婚姻的人认为，同性恋者不能结婚使得他们不能享受超过1,049项权利和权益以及大量的各州法律和私有权益（例如家庭成员关系，折扣等等）。他们说，一个从法律上否定为公民提供联邦权利或权益的行为直接与美国宪法第十四修正案相违背，这个修正案规定为公民提供平等的保护和大量的法定程序。这就意味着为一个群体提供的权利不能否认另一个团体享用。
在2003年最高法院命名的案件劳伦斯诉得克萨斯州案案件中，法院认为自愿的亲密性关系是个人自由的一部分，并由宪法第14修正案作保护，這才正式使同性戀在美國非刑事化。很多支持同性婚姻的人认为这个判决为以后废除各州中禁止同性婚姻的法律铺平了道路。同时在宪法第14修正案的基础上为婚姻保护法案提出了质疑的可能。
在2003年，一女同性恋喜剧演员蘿西·歐唐納的案件也引起了另一个话题。O'Donnell的终身伴侣Kelli被迫在法庭上作出不利于O'Donnell的作证。在美国法律制度中，不能强迫伴侣在法院中做出不利于另一方的证词；但是因为同性伴侣不能结婚，他们的这项权利被否决。她们是在2004年2月26日在旧金山结婚的。

## 「奧貝格費爾訴霍奇斯案」之前美國各州狀況
在2015年奧貝格費爾訴霍奇斯案裁決結果發布前，同性婚姻在美國35個州、關島以及哥倫比亞特區得到法律承認，另外在密蘇里州、堪薩斯州、阿拉巴馬州獲有限承認。在2013年的美國訴溫莎案前，則僅有12個州以及哥倫比亞特區得到承認。
| 州或海外領土 | 人口                                                   | 法規/裁決日期                                          | 生效日期                                               | 生效方式                                                            | 備註 |
| ------------ | ------------------------------------------------------ | ------------------------------------------------------ | ------------------------------------------------------ | ------------------------------------------------------------------- | --- |
| 阿拉斯加州   | 736,732                                                | 2014年10月12日                                         | 2014年10月17日                                         | 聯邦法院裁決                                                        | 美國阿拉斯加聯邦地區法院 Hamby v. Parnell |
| 亞利桑納州   | 6,731,484                                              | 2014年10月17日                                         | 2014年10月17日                                         | 聯邦法院裁決                                                        | 美國亞利桑納聯邦地區法院 Connolly v. Jeanes 以及 Majors v. Horne |
| 加利福尼亞州 | 38,802,500                                             | 2010年8月4日                                           | 2013年6月28日                                          | 聯邦法院裁決 → 州議會立法                                           | 美國加利福尼亞北區聯邦地區法院 Perry v. Schwarzenegger 裁決加利福尼亞州8號提案違憲，美國最高法院 Hollingsworth v. Perry 裁決上訴人無權代表州政府提起上訴，維持聯邦地區法院的裁決 |
| 科羅拉多州   | 5,355,866                                              | 2014年7月9日、2014年7月23日                            | 2014年10月7日                                          | 州法院裁決、聯邦法院裁決                                            | 科羅拉多州地方法院 Brinkman v. Long；美國科羅拉多聯邦地區法院 Burns v. Hickenlooper                                                                                              |
| 康乃狄克州   | 3,596,677                                              | 2008年10月10日                                         | 2008年11月12日                                         | 州法院裁決 → 州議會立法                                             | 康乃狄克州最高法院 Kerrigan v. Commissioner of Public Health。性別中立的婚姻法案由州議會在2009年4月通過                                                                          |
| 德拉瓦州     | 935,614                                                | 2013年5月7日                                           | 2013年7月1日                                           | 州議會立法                                                          | |
| 哥倫比亞特區 | 658,893                                                | 2009年12月18日                                         | 2010年3月9日                                           | 特別區議會立法                                                      | |
| 佛羅里達州   | 19,893,297                                             | 2014年8月21日                                          | 2015年1月6日                                           | 聯邦法院裁決                                                        | 美國佛羅里達北區聯邦地區法院 Brenner v. Scott |
| 關島         | 165,124                                                | 2015年6月5日                                           | 2015年6月9日                                           | 聯邦法院判例的效力 → 行政長官的行政命令 → 聯邦法院裁決 → 州議會立法 | 關島檢察總長 Elizabeth Barrett-Anderson 遵從 美國聯邦第九巡迴上訴法院 Latta v. Otter 的判例，命令發放婚姻證書.                                                                   |
| 夏威夷       | 1,419,561                                              | 2013年11月13日                                         | 2013年12月2日                                          | 州議會立法                                                          | |
| 愛達荷州     | 1,634,464                                              | 2014年10月7日                                          | 2014年10月15日                                         | 聯邦法院裁決                                                        | 美國愛達荷聯邦地區法院 Latta v. Otter 第九巡迴上訴法院維持判決 |
| 伊利諾伊州   | 12,880,580                                             | 2013年11月20日                                         | 2014年6月1日                                           | 州議會立法                                                          | |
| 印第安納州   | 6,596,855                                              | 2014年9月4日                                           | 2014年10月6日                                          | 聯邦法院裁決                                                        | 美國印第安納南區聯邦地區法院 Baskin v. Bogan。第七巡迴上訴法院維持判決 |
| 愛荷華州     | 3,107,126                                              | 2009年4月3日                                           | 2009年4月27日                                          | 州法院裁決                                                          | 愛荷華州最高法院 Varnum v. Brien |
| 緬因州       | 1,330,089                                              | 2012年11月6日                                          | 2012年12月29日                                         | 公投                                                                | 公民提案 Maine Question 1, 2012，通過 |
| 馬里蘭州     | 5,976,407                                              | 2012年11月6日                                          | 2013年1月1日                                           | 州議會立法 → 公投                                                   | 州議會通過;公投提案 Maryland Question 6，維持原法案。 |
| 麻薩諸塞州   | 6,745,408                                              | 2003年11月18日                                         | 2004年5月17日                                          | 州法院裁決                                                          | 麻薩諸塞州最高法院 Goodridge v. Department of Public Health |
| 明尼蘇達州   | 5,457,173                                              | 2013年5月14日                                          | 2013年8月1日                                           | 州議會立法                                                          | |
| 蒙大拿州     | 1,023,579                                              | 2014年11月19日                                         | 2014年11月19日                                         | 聯邦法院裁決                                                        | 美國蒙大拿聯邦地區法院 Rolando v. Fox |
| 內華達州     | 2,839,099                                              | 2014年10月7日                                          | 2014年10月9日                                          | 聯邦法院裁決 → 州議會立法                                           | 美國聯邦第九巡迴上訴法院 Sevcik v. Sandoval |
| 新罕布夏州   | 1,326,813                                              | 2009年6月3日                                           | 2010年1月1日                                           | 州議會立法                                                          | |
| 紐澤西州     | 8,938,175                                              | 2013年9月27日                                          | 2013年10月21日                                         | 州法院裁決                                                          | 紐澤西州最高法院 Garden State Equality v. Dow |
| 新墨西哥州   | 2,085,572                                              | 2013年12月19日                                         | 2013年12月19日                                         | 州法院裁決 → 州議會立法                                             | 新墨西哥州最高法院 Griego v. Oliver |
| 紐約州       | 19,746,227                                             | 2011年6月24日                                          | 2011年7月24日                                          | 州議會立法                                                          | |
| 北卡羅萊納州 | 9,943,964                                              | 2014年10月10日                                         | 2014年10月10日                                         | 聯邦法院裁決                                                        | 美國北卡羅萊納西區聯邦地區法院 General Synod of the United Church of Christ v. Cooper                                                                                            |
| 俄克拉荷馬州 | 3,878,051                                              | 2014年7月18日                                          | 2014年10月6日                                          | 聯邦法院裁決                                                        | 美國俄克拉荷馬北區聯邦地區法院 Bishop v. Oklahoma]]，美國聯邦第十巡迴上訴法院 Bishop v. Smith                                                                                    |
| 俄勒岡州     | 3,970,239                                              | 2014年5月19日                                          | 2014年5月19日                                          | 聯邦法院裁決 → 州議會立法                                           | 美國俄勒岡聯邦地區法院 Geiger v. Kitzhaber |
| 賓夕凡尼亞州 | 12,787,209                                             | 2014年5月20日                                          | 2014年5月20日                                          | 聯邦法院裁決                                                        | 美國賓夕法尼亞中區聯邦地區法院 Whitewood v. Wolf |
| 羅德島州     | 1,055,173                                              | 2013年5月2日                                           | 2013年8月1日                                           | 州議會立法                                                          | |
| 南卡羅萊納州 | 4,832,482                                              | 2014年11月12日                                         | 2014年11月20日                                         | 聯邦法院裁決                                                        | 美國南卡羅萊納聯邦地區法院 Condon v. Haley |
| 猶他州       | 2,942,902                                              | 2014年6月25日                                          | 2014年10月6日                                          | 聯邦法院裁決                                                        | 美國猶他聯邦地區法院 Kitchen v. Herbert，美國聯邦第十巡迴上訴法院 Kitchen v. Herbert                                                                                             |
| 佛蒙特州     | 626,562                                                | 2009年4月7日                                           | 2009年9月1日                                           | 州議會立法                                                          | 州議會推翻州長的否決票 |
| 維吉尼亞州   | 8,326,289                                              | 2014年7月28日                                          | 2014年10月6日                                          | 聯邦法院裁決 → 州議會立法                                           | 美國維吉尼亞東區聯邦地區法院 Bostic v. Rainey 美國聯邦第寺巡迴上訴法院 Bostic v. Schaefer                                                                                        |
| 華盛頓州     | 7,061,530                                              | 2012年11月6日                                          | 2012年12月6日                                          | 州議會立法 → 公投                                                   | 州議會立法，公投案 Washington Referendum 74 維持原法案. |
| 西維吉尼亞州 | 1,850,326                                              | 2014年10月9日                                          | 2014年10月9日                                          | 聯邦法院判例效力 → 州長官的行政命令 → 聯邦法院裁決                  | 州長 Earl Ray Tomblin 和州檢察總長 Patrick Morrisey 承認第四上訴巡迴法院 Bostic v. Schaefer的判例 美國西維吉尼亞南區聯邦地區法院於 McGee v. Cole 推翻該州的禁婚法令              |
| 威斯康辛州   | 5,757,564                                              | 2014年9月4日                                           | 2014年10月6日                                          | 聯邦法院裁決                                                        | 美國威斯康辛西區聯邦地區法院 Wolf v. Walker。第七巡迴上訴法院維持地區法院判決 |
| 懷俄明州     | 584,153                                                | 2014年10月17日                                         | 2014年10月21日                                         | 聯邦法院裁決                                                        | 美國懷俄明聯邦地區法院 Guzzo v. Mead |
| 總計         | 221,434,635，佔美國人口總數 69.4% （未計入關島人口數） | 221,434,635，佔美國人口總數 69.4% （未計入關島人口數） | 221,434,635，佔美國人口總數 69.4% （未計入關島人口數） | 221,434,635，佔美國人口總數 69.4% （未計入關島人口數）              | 221,434,635，佔美國人口總數 69.4% （未計入關島人口數） |

## 公民结合
佛蒙特州是美国唯一一个向同性伴侣在州法的水平上提供与异性伴侣相同权利和权益的州。佛蒙特州不使用“婚姻”一词，而把这种结合称为“公民结合”。但是公民结合不提供联邦水平的权利和权益以及与世俗婚姻证明相同的保护。关于佛蒙特州公民结合的历史，请参看世俗婚姻一文。
加利福尼亚州的国内伴侣关系法提供了类似的权益，但是仍然不是完全的同性婚姻。
纽约立法议会中有一份议案希望把婚姻权利广大到同性伴侣中。这份议案在2003年早期引入，但是被纽约州參議院否決。

## 联邦法律
1996年，联邦的婚姻保护法案获得通过。这个法案的第三章把婚姻定义成为“一男一女间的公民结合”，反对联邦认可同性婚姻，同时也允许美国各州份可以不承认在其他州份或国家进行的同性婚姻（虽然当时没有一个美国州份提供同性婚姻）。接着，很多州份都通过立法或修改宪法来确定它们不认可同性结合，也不会从法律上认可在其他州的同性结合。这些法律后来被称为“小婚姻保护法”。但是后来，这些法律在大部分州都被一一废除，或是被判违宪而需要整改，或是进入联邦法院申诉或复议阶段。截至2013年，只有在少数州，禁止同性婚姻的法律依然有效。直到2013年，美国最高法院依据美国宪法第五修正案以5：4的比率裁定婚姻保护法案第三章违宪。

### 国家间的讨论

#### 加拿大
2005年加拿大同性婚姻全面合法化。由于加拿大与美国的紧密联系，这一举动使得美国国内对其法律的质疑开始升温。因为加拿大的婚姻证书并不要求公民身份或居民身份（不像荷兰或比利时）。加拿大和美国历史上相互承认在加、美任一国内的婚姻。
因此一批美国伴侣立即前往或计划前往安大略省结婚。美国同性恋组织联盟表示希望前往加拿大结婚的伴侣在登记前与他们接触，以便他们可以把与美国的同性婚姻运动相互配合。

## 时间表

### 1975年

#### 科罗拉多州
1975年，科罗拉多州圓石縣的法官秘书Clela Rorex允许六对同性伴侣结婚。只是经过检察官的顾问意见後做出的决定，检察官认为，州法律没有明令禁止同性婚姻。 （页面存档备份，存于）

### 2003年

#### 马萨诸塞州
2003年11月18日，马萨诸塞州最高司法法院在Goodridge et al. v. Department of Public Health案件中以4:3的票数裁决州宪法中的关于禁止同性婚姻的行为是违宪的，并给以立法机关180天的时间更改法律。由民主黨控制的州議會兩院通過法案，但被共和黨州長米特·罗姆尼否決。上訴法院认为马萨诸塞州不可以“否认给以两个希望结婚的同性间以世俗婚姻相同的保护、权益和义务”因为州宪法规定禁止“形成二等公民”。2004年2月4日，法院重申两种婚姻间的平等地位和表达是必须的，这就意味着或者允许同性婚姻（而不是公民结合）以符合宪法，或所有的伴侣必须进行公民结合，而不认同任何的婚姻形式。这个判决将在2004年5月18日生效，离判决后6个月。一个试图推翻最高法院判决的宪法修正案则至少需要经过立法机关和公投后才可能通过，即使通过了，也必须要等到2006年才可以执行。

#### 加利福尼亚州
2004年2月12日到3月11日，民主黨的旧金山市长加文·紐森和其他官员开始在加利福尼亚州的旧金山发布婚姻证书。女同性恋活跃分子Phyllis Lyon和Del Martin是第一个结婚的同性伴侣。这个事件是有意削弱来自一个保守派团体加州婚姻战役组织（Campaign for California Families）法律挑战。在加利福尼亚州最高法院表示暂停派发证件前，共有4,161对同性伴侣领取了结婚证件。
虽然市政府的行为违反了第22号法案，市政官员表示这个婚姻是合法的。这个加州法案表示“只有一男一女间的婚姻才是合法的，并被加州承认”。市长表示他这样做是因为他相信该法例违反了宪法中提供平等庇护的条款。反对同性婚姻的组织快速做出反应，上诉到法院要求停止市政府的这个行为。关于婚姻的法律正确性也将在法庭上受到检验。
此外，加州的婚姻登记机构表示，其他任何的婚姻形式，包括任何颁发给同性伴侣的婚姻证件，都不会被注册。 （页面存档备份，存于）而与此同时，创立第22条的参议员的儿子David J. Knight则与跟他相处了10年的伴侣Joseph J. Lazzaro于3月9日结婚。
在阿拉米達縣附近的伯克利和奥克兰的官员都表示有兴趣加入到旧金山的行列中，但是由于它们的婚姻许可是由郡来颁发的，而不是城市，所以它们现在不能执行这个权力。旧金山可以发布自己的婚姻证书是因为它同时是郡也是市。它是加州唯一一个这样的城市。
2004年3月9日，San Jose市议会以8:1的票数通过了一项决议，同意认同在其他地方为当地雇员进行的同性婚姻。
2004年3月11日，加州最高法院要求旧金山暂停签发同性婚姻证书以作进一步决定。市长紐森表示同意遵守这个命令。法院希望在5月或6月举行关于婚姻立法的听证会，这个暂停签发同性婚姻证书的决议至少会执行到那时。旧金山市希望在见陪审团之前，它们的案件先在低一级的法院举行听证会，而不是直接到州最高法院。但是，法院建议旧金山政府可以向该州提出诉讼，而是政府则于当天下午提出了这样的一个诉讼。

#### 新泽西州
2004年3月8日，新泽西州Asbury Park市的副市长与一位由镇官员颁发的婚姻许可的同性伴侣结婚。新泽西州的婚姻登记需要72小时。第一张同性婚姻许可在3月5日颁发。当镇办公室于3月9日开门办公室，有大批的同性伴侣前来领取婚姻许可，他们希望可以在当地的州里首席检察官Peter C. Harvey终止这个行为之前拿到婚姻许可。但是直到当天下午，仍没有收到停止签发同性婚姻许可的禁令，虽然首席检察官向当地办公室发了一封警告信，表示如果市办公室继续签发许可，将会面临起诉。作为回应，3月10日，市议会当天一致通过冻结所有新签发的16张许可。

#### 新墨西哥州
2004年2月20日，新墨西哥州Sandoval郡官员Victoria Dunlap表示她将开始签发同性婚姻许可，因为新墨西哥州的婚姻法中没有提及性别问题。第一对同性伴侣在当天迟一点的时候申请了许可。但是当前晚上，墨西哥州首席检察官Patricia Madrid表示签发的证件“在该州的法律下是无效的”，而郡官员办公室则停止了签发许可。在此之间，共发布了26个许可。

#### 纽约州
纽约州承認民事結合。2011年6月24日，同性婚姻法案在州參議院以33對29票獲得通過，並在2011年7月24日開始生效。

#### 俄勒冈州
俄勒冈州承認民事結合。

#### 华盛顿州
2004年3月8日，西雅图市长Greg Nickels签署了一份行政命令认同在其他地区为当地职员签发的同性婚姻，他同时向市议会提出了建议，要求所有城市的市长都应该为他们的雇员这样做。同一天，六对同性伴侣起诉King County以获得婚姻许可。华盛顿州给以该州各郡权利自主决定签发许可，但是仍然严格定义婚姻为“一男一女之间的公民契约”。
几天后的3月11日，美国家庭联合会（American Family Association）在金县高级法院提出起诉，要求停止市长Nickels颁布的行政命令。

### 2009年

#### 艾奥瓦州
2005年，美国知名的同性维权组织Lambda Legal代表6对艾奥瓦州波尔克县的同性伴侣向艾州法庭提起诉讼，认为艾州拒绝准许同性婚姻的行为违反了艾州宪法中的平等保护条款。波尔克县地方法院于2007年判定艾州作法违宪，而该案随后被上诉到艾奥瓦州最高法院。
2009年4月3日，艾奥瓦州最高法院7名法官一致判定艾奥瓦州政府在同性婚姻问题上并没有重大利益牵涉在其中，因此州政府拒绝准许同性伴侣合法婚姻的作法违反了艾奥瓦州宪法。艾奥瓦州政府于该月27日正式向同性伴侣发出结婚证书。

#### 佛蒙特州
美国佛蒙特州内的同性婚姻于2009年9月1日被正式合法化。
2000年7月，佛蒙特成为了美国第一个给予同性伴侣民事结合身份的州份，同时佛州也是美国第一个以立法方式准许同性婚姻的州份。

### 禁令
在几个州的政客已经开始提出新的禁令以反对同性婚姻。一些州已经把婚姻定义为一男一女之间，虽然他们仍在琢磨向州宪法加入新的修正案以阻止这个法律被判为是违宪的。很多州的宪法修订案要求进行全州的公民投票，这味着在这个建议生效前有可能会拖延几个月或一年或更长的时间。
2004年3月5日，议会批准了州宪法修正案（68:27）禁止同性婚姻或公民结合，反对其他地方对伴侣关系的合法化。这个议案仍需要经过参议院和公民投票通过。同一天，堪萨斯州议院以88:36通过了一个修正案。  （页面存档备份，存于）

### 合法化
2010年12月，美國同性戀及人權組織正式提出重新要求把同性婚姻合法化，並在12月18日發起遊行，爭取他們應有的人權及自由，認為同性伴侶也能結合，組織家庭。他們認為美國政府歧視他們的性取向，向平等機會委員會投訴，但沒有清楚的被告人而不了了之。

### 2011年

#### 紐約州
6月24日，紐約州參議院以33票贊成、29票反對，通過同性婚姻法案。4名共和黨的州參議員對此議案投下贊成票。紐約州長安德魯·庫默（Andrew Cuomo）將同性婚姻合法化的法案簽署為法律，30日後生效。7月24日正式合法化。
此前紐約州曾多次表決同性婚姻合法化，但在共和黨控制的參議院遭到駁回。

### 2013年
隨著6月26日美國最高法院宣判《捍衛婚姻法案》違憲後，為各州通過合法化掃除障礙。

#### 夏威夷州
在夏威夷州，由民主黨控制的州議會通過同性婚姻合法化。

#### 新墨西哥州
12月19日，新墨西哥州最高法院通過同性婚姻合法化，多達31頁的判決書指出，民事婚姻應是兩人自願結合，平等應用在同性及異性伴侶身上。

### 2014年

#### 猶他州
2013年12月20日，美國猶他州聯邦地區法院推翻該州的同性婚姻禁令，裁定該禁令違反憲法第14修正案，並表示「毫無根據的恐懼與臆測不足以成為法律依據」。
2014年共和党籍猶他州州長赫伯特(Gary Herbert)1月8日宣布，根据联邦最高法院6日的裁决，犹他州政府不承认同性婚姻，使去年12月20日起因联邦地方法官一项裁决而取得结婚证书的约1400对男女同性恋伴侣，立即陷入困境，因婚姻状态未定，可能无法共同申报所得税，无法加入同性配偶的医保计划。

#### 阿肯色州
2014年5月9日，一位阿肯色州法官以違憲為由推翻了該州的同性婚姻禁令。阿肯色州政府在當日開始對同性伴侶發放婚姻證明。
2014年5月16日，阿肯色州政府暂停了对同性伴侣发放婚姻证明。

#### 愛達荷州
2014年5月13日，一位愛達荷州法官判決該州對於同性婚姻的禁令違反了美國憲法，推翻了該州的同性婚姻禁令。愛達荷州將於2014年5月16日起對同性伴侶發放婚姻證書。

### 2015年
美國聯邦最高法院在6月26日以五票贊成、四票反對，最終通過裁決，裁定同性伴侶有權在全美同性婚姻合法化，意味禁止同性婚姻的14個州要終止針對同性婚姻的禁令。贊成的最高法院大法官安東尼·肯尼迪（Anthony Kennedy）在判詞中指，「同性戀者希望結婚，不應被判以孤獨生活，不應被排除於其中一條文明世界中最古老的制度。他們要求在法律中獲得同等尊嚴。因此，憲法賦予他們（同性婚姻）權利」。美國總統巴拉克·奧巴馬亦在Twitter發推文，「今日是邁向平等的一大步，男、女同性戀者現在有如其他人一樣擁有結婚的權利。#真愛勝利 #LoveWins」。
正爭取民主黨總統候選人提名的希拉里·克林頓在Twitter推文，指「很榮幸慶祝婚姻平權的歷史性勝利」。她又上載了一個彩虹色的英文字「HISTORY」（歷史）。爭取共和黨總統候選人提名的傑布·布希就發表聲明，指他雖然相信傳統婚姻，「但亦相信我們應該愛近人和尊重別人，包括那些作出終身承諾的人」。
白宮亦帶頭，將其Facebook專頁的圖示改成彩虹旗模樣，標誌同性婚姻的勝利。
社交網站Facebook推出工具讓用戶自行能一鍵為大頭貼加上彩虹旗，一起慶祝。另外Google亦在用戶搜尋「Gay」、「Lesbian」、「LGBT」等字時，就會在搜尋結果左邊顯示一個彩虹色的愛心，右邊出現一串色彩繽紛的手牽手的人形图案。

### 2022年
為防止由保守派控制的最高法院推翻先前就同性婚姻合法化之裁決，眾議院通過《尊重婚姻法》，首次讓同性婚姻和跨種族婚姻獲得聯邦法律層面的保障，《尊重婚姻法》不保障婚姻權，但規定各州必須承認跨州的同性婚姻，並且同性伴侶享有與任何已婚夫婦相同的聯邦福利。7月，該法案以267票對157票通過，47名共和黨代表投下支持票。12月，參議院以61-36票通過法案，眾議院再次以258-169票通過法案。喬·拜登總統於2022年12月13日將其簽署為法律。

### 资讯
- Burge, Kathleen, "Supreme Judicial Court : Gay marriage legal in Massachusetts （页面存档备份，存于）". Boston Globe.
- Foust, Michael, "Same-sex 'marriage' issue percolates in 4 state courts, 1 federal court". Baptist Press News. August 29, 2003.
- Sullum, Jacob, "文字游戏——如何保护婚姻的贞洁"。2004年2月13日
- Mullane, J. D., "Backlash coming for gay marriage[永久]". Bucks County Courier Times. February 19, 2004.
- "布什支持从宪法上禁止同性婚姻 （页面存档备份，存于）". 今日美国。2004年2月24日
- "布什支持反对同性婚姻的修正案 （页面存档备份，存于）"。 NPR。
- "同性恋婚姻 （页面存档备份，存于）"。 Online News Hour，PBS。2004年2月24日
- Bruce, Tammy, "关于婚姻和平等权[永久]"。 FrontPageMagazine.com，2004年2月25日
- Bonopartis, Nik, "Analogy to civil rights fight is offensive to some blacks". Poughkeepsie Journal，2004年3月5日